# Jonas Furrer
Jonas Furrer (Winterthur, 3 maart 1805 - Bad Ragaz, 25 juli 1861) was een Zwitsers advocaat en politicus voor de radicalen uit het kanton Zürich. Van 1848 tot 1861 was hij lid van de Bondsraad. In 1848, 1949, 1852, 1855 en 1855 was hij bondspresident van Zwitserland.

## Biografie

### Afkomst en opleiding
Jonas Furrer was de zoon van zijn gelijknamige vader, die slotenmaker was, en van Anna Magdalena Hanhart. Na zijn schooltijd studeerde hij rechten, eerst in Zürich, in 1824 in Heidelberg en van 1825 tot 1826 in Göttingen. In 1832 trouwde hij met Friederike Sulzer, een dochter van Johann Heinrich Sulzer.

### Politicus

#### Lokale en kantonnale politiek
In 1828 werd Furrer Kantonsprokurator. In 1832 werd hij advocaat. Op zijn 29e werd hij verkozen tot lid van de Kantonsraad van Zürich, waar hij zetelde van 1834 tot 1839 en van 1842 tot 1848. Hij was toen liberaal oppositieleider tegen de conservatieve kantonnale regering van Johann Caspar Bluntschli. In 1845 werd hij burgemeester van Zürich en voorzitter van de kantonnale regering. Daarmee werd hij een politiek zwaargewicht zowel in Zürich als op confederaal niveau.

#### Oprichting van de Zwitserse Bondsstaat

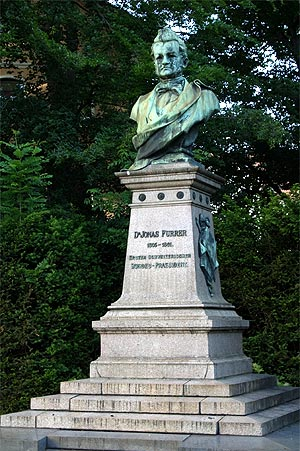
Monument ter ere van Furrer in zijn geboorteplaats Winterthur door Gustav Siber, 1895.

In 1847 maakte hij deel uit van de zeven wijzen die een vreedzame oplossing voor de Sonderbundcrisis dienden te bedenken. Na de daaropvolgende invoering van de Zwitserse Grondwet in 1848 werd hij bij de eerste federale parlementsverkiezingen dat jaar verkozen tot lid van de nieuw opgerichte Kantonsraad, waarin hij zetelde en waarvan hij tevens de eerste voorzitter was van 6 tot 16 november 1848.

#### Lid van de Bondsraad
Bij de eerste Zwitserse Bondsraadsverkiezingen op 16 november 1848 werd Furrer na twee stemrondes met 85 stemmen verkozen tot eerste lid van de nieuw opgerichte Bondsraad. Enkele dagen later werd hij tevens tot eerste bondspresident van Zwitserland verkozen. Hij beheerde het Departement van Justitie en Politie van 1848 tot 1861, met uitzondering van de jaren 1848, 1849, 1852, 1855 et 1858, toen hij als bondspresident het Departement van Politieke Zaken beheerde.
Hoewel hij zich als hoofd van het Departement van Politieke Zaken wist te ontpoppen als een intelligente diplomaat, gaf hij bij het Departement van Justitie en Politie weinig blijk van hervormingsgezindheid. Hij loste de kwestie van de staatlozen op, vaardigde in 1850 een wet uit die koppels van gemengd geloof beschermde en richtte de zogenaamde administratieve rechtspraak op, die de bevoegdheidsconflicten tussen de Confederatie en de kantons moest oplossen. F. is een van de belangrijkste leiders van de jonge Confederatie.
Furrer was een van de belangrijkste leiders in de begindagen van de Zwitserse Bondsstaat. Hij overleed in dienst in 1861 en werd opgevolgd door Jakob Dubs.

## Onderscheidingen
- Doctor honoris causa aan de Universiteit van Zürich (1838)

## Werken
- (de)  Das Erbrecht der Stadt Winterthur, 1832.